# María José Moya
María José Moya Sepúlveda (Santiago, 9 de junio de 1989) es una patinadora de carrera chilena.
Se coronó bicampeona mundial de patín carrera en 200 metros en 2012 y 2014. Y bicampeona mundial en 100 metros planos en 2015 y 2016.

## Palmarés
- Medalla de plata en 200 m contrarreloj femenino, Juegos Sudamericanos 2010, Colombia.
- Medalla de plata en 300 m contrarreloj femenino, Juegos Sudamericanos 2010, Colombia.
- Medalla de plata en Patinaje, 300 metros contrarreloj femenino los Juegos Panamericanos de 2011
- Medalla de bronce en 300 metros contrarreloj femenino en los Juegos Suramericanos de 2014
- Medalla de bronce en Patinaje de velocidad Contrarreloj 200 metros femenino en los Juegos Panamericanos de 2015[2]
- Medalla de oro en Patinaje, 300 metros contrarreloj femenino en los Juegos Panamericanos de 2019

### Juegos mundiales
- Medalla de oro en Patinaje de velocidad Contrarreloj 200 metros femenino en los Juegos Mundiales de 2013 en Cali, Colombia.
- Medalla de oro en Patinaje de velocidad Contrarreloj 200 metros femenino en los Juegos Mundiales de 2017 en Breslavia, Polonia.

## = Mundial juvenil
- Campeona Mundial 2006, Mundial de Anyang, Corea del Sur.

### Mundial adulto
- Campeona Mundial 2012, 200 metros, Mundial de Ascoli Piceno, Italia (con récord mundial),
- Campeona Mundial 2014, 200 metros contrarreloj, Mundial de Rosario, Argentina. (con récord mundial)
- Campeona Mundial 2015, 100 metros planos de patín carrera, Mundial de Kaohsiung, Taiwán.
- Campeona Mundial 2016, 300 metros planos de patín carrera, Mundial de Nanjing, China.
- Campeona Mundial 2016, 100 metros planos de patín carrera, Mundial de Nainjing, China.[3]

## Reconocimientos
- Mejor deportista Asociación de Deportistas Olímpicos 2013.
- Mejor deportista del año por Comité Olímpico de Chile 2014.
- Premio Nacional del Deporte de Chile 2014, otorgado por el Estado de Chile.
- Premio al mejor deportista de Chile 2014, otorgado por el Círculo de Periodistas Deportivos.[4]